# Г.Б. Рајмонди (Рим)
Г.Б. Рајмонди је насеље у Италији у округу Рим, региону Лацио.
Према процени из 2011. у насељу је живело 36 становника. Насеље се налази на надморској висини од 113 м.